# مدن بيئية
المدينة البيئية أو المدينة الإيكولوجية هي «مستوطنة بشرية صُممت وفقًا للبنية المرنة ذاتية الاستدامة ووظيفة النظم الإيكولوجية الطبيعية»، وذلك حسب تعريف منظمة «مشيّدو المدينة البيئية» لها (وهي منظمة غير هادفة للربح، بدأها ريتشار ريجستر الذي صاغ المصطلح لأول مرة). ويمكن القول ببساطة إن المدينة البيئية هي مدينة صحية بيئيًا. يعرّف البنك الدولي المدن البيئية بأنها «مدن تعزز رفاهية المواطنين والمجتمع من خلال التخطيط الحضري المتكامل والإدارة التي تستفيد من فوائد النظم البيئية وتحمي هذه الأصول لأجل مصلحة الأجيال القادمة». على الرغم من عدم وجود تعريف مقبول عالميًا لـ «المدينة البيئية» من بين التعاريف المتاحة، هناك بعض الإجماع على السمات الأساسية للمدينة البيئية.
من المعتاد أن تركز المدن البيئية على البناء الجديد المتطور، خاصة في الدول النامية مثل الصين، حيث تُوضع الأسس لمدن بيئية جديدة تلبي احتياجات 500000 شخص أو أكثر.

## التاريخ

### أصول
يمكن القول إن الأفكار الأولية وراء المدن البيئية تعود إلى عام 1975 من خلال تشكيل منظمة غير ربحية تسمى البيئة الحضرية، والتي تأسست من قبل مجموعة من المهندسين المعماريين والناشطين كان من ضمنهم ريتشارد ريجستر في بيركلي، كاليفورنيا. عملت المنظمة على تقاطع التخطيط الحضري، وعلم البيئة، والمشاركة العامة للمساعدة في صياغة مفاهيم تصميمية متمركزة حول بناء مدن صحية بيئيًا. تضمنت بعض جهودهم الشروع في تحركات لزراعة الأشجار على طول الشوارع الرئيسية، وتشجيع بناء الدفيئات الشمسية، وتطوير سياسات صديقة للبيئة من خلال العمل مع قسم تخطيط مدينة بيركلي وتشجيع وسائل النقل العام. بناءً على هذه الاستراتيجيات، صاغ ريتشارد ريجستر لاحقًا مصطلح «المدينة البيئية» في كتابه الصادر عام 1987 بعنوان «مدينة بيركيلي البيئية: بناء مدن من أجل مستقبل صحي»، واصفًا إياها بأنها مدينة يعيش فيها البشر في وئام مع الطبيعة، وبالتالي تقل إسهاماتهم في تغيير البيئة بشكل كبير. بدأت منظمة البيئة الحضرية بنشر مقالات ركزت فيها على قضايا حضرية معقدة مماثلة رفعت مستوى الحركة بشكل أكبر من خلال إنشاء مجلتها «البيئة الحضرية» في عام 1987. لمدة عقدين، نشروا أيضًا نشرتين إخباريتين هما «الناشط المستدام» و«عالم البيئة الحضري» لمتابعة رؤيتهم.

### سلسلة مؤتمرات المدينة البيئية الدولية
عززت منظمة البيئة الحضرية الحركةَ عندما استضافت المؤتمر الدولي الأول للمدينة البيئية في بيركلي بكاليفورنيا في عام 1990. ركز المؤتمر على مشاكل الاستدامة الحضرية، وشجع أكثر من 800 مشارك من 13 دولة على تقديم مقترحات بشأن أفضل الممارسات لإصلاح المدن لتحقيق توازن بيئي حضري أفضل.
بعد ذلك، في عام 1992، أسس ريتشارد ريجستر المنظمة غير الربحية «مشيدو المدينة البيئية»، لتعزيز مجموعة من الأهداف المحددة في المؤتمر. منذ نشأتها، كانت المنظَّمة هي الجهة المنظمة لسلسلة مؤتمرات المدينة البيئية الدولية. تُعد سلسلة مؤتمرات المدينة البيئية أطول سلسلة مؤتمرات دولية قائمة وتألفت من مؤتمرات قمة عالمية للمدينة البيئية تُعقد كل عامين، وقد عقدت في أديليد، أستراليا (1992)؛ ويوف، السنغال (1996)؛ وكوريتيبا، البرازيل (2000)؛ وشنزن، الصين (2002)؛ وبنغالور، الهند (2006)؛ وسان فرانسيسكو، الولايات المتحدة (2008)؛ واسطنبول، تركيا (2009)؛ ومونتريال، كندا (2011)؛ ونانت، فرنسا (2013)؛ وأبو ظبي، الإمارات العربية المتحدة (2015)، وملبورن، أستراليا (2017).
تضمنت المؤتمرات شخصيات بارزة أخرى تشمل المهندس المعماري باول ف. داونتون، الذي أسس في ما بعد شركة إيكوبوليس الخاصة المحدودة، وأيضًا المؤلفين تيموثي بيتلي وستيفن ليمان، اللذين كتبا على نطاق واسع حول هذا الموضوع.

## التوجهات الحالية

### معايير المدن البيئية
كثيرًا ما وُصفت المدينة البيئية المثالية بأنها مدينة تفي بالمتطلبات التالية:
- تعمل على اقتصاد قائم بذاته يحصل على موارده محليًا
- خاليًا تمامًا من الكربون عن طريق الترويج لتقنيات مثل استخدام وإنتاج الطاقة المتجددة
- أُنشئت على أساس تخطيطي جيد للمدينة يشجع على المشي وركوب الدراجات واستخدام أنظمة النقل العام
- تعزز الحفاظ على الموارد من خلال زيادة الترشيد في استهلاك المياه والطاقة، مع إدارة نظام للتعامل مع النفايات مفيد من الناحية البيئية إذ إنها تشجع إعادة التدوير وإعادة الاستخدام لإنشاء نظام خالٍ من النفايات
- تستعيد المناطق الحضرية المتضررة بيئيًا
- تضمن السكن اللائق وبأسعار معقولة لجميع الفئات الاجتماعية والاقتصادية والعرقية، وتحسن فرص العمل للفئات المحرومة، مثل النساء والأقليات والمعوقين
- تدعم الزراعة المحلية والإنتاج
- تدعم التقدم والتوسع في المستقبل مع مرور الوقت.

إلى جانب هذه، تمتلك كل مدينة بيئية فردية مجموعة إضافية من المتطلبات لضمان الفوائد البيئية والاقتصادية التي قد تتراوح بين أهداف واسعة النطاق مثل الخلو من النفايات والخلو من طرح الكربون، كما يظهر في مشروع مدينة تيانجين البيئية بين الصين وسنغافورة ومشروع «مدينة مصدر» في أبو ظبي، إلى التدخلات الصغيرة مثل التنشيط الحضري وإنشاء الأسطح الخضراء، كما في حالة أوغستينبورغ، مالمو، السويد.

### هيكلية المدينة البيئية ومعاييرها
مع تزايد شعبية هذا المفهوم في العقود القليلة الماضية، شهد عدد المدن البيئية التي أنشئت في جميع أنحاء العالم نموًا هائلًا. لتقييم أداء هذه المدن البيئية وتوفير التوجيه في المستقبل، توفر مبادرة هيكلية المدينة البيئية ومعاييرها، التي أنشأتها منظمة «مشيّدو المدينة البيئية» التابعة لريتشارد ريجستر وبالاشتراك مع معهد كولومبيا البريطاني للتكنولوجيا (BCIT) كلية البناء والبيئة، منهجيةً عملية لضمان التقدم نحو الأهداف المقصودة للمدن البيئية. تشمل الركائز الأربعة في هذا الإطار:
- التصميم الحضري (يحتوي على 4 معايير للوصول عن قرب)
- الخصائص الفيزيائية الحيوية الجغرافية (تحتوي على 6 معايير للإدارة المسؤولة للموارد والمواد وأيضًا توليد واستخدام الطاقة النظيفة والمتجددة)
- الملامح الاجتماعية والثقافية (تحتوي على 5 معايير لتعزيز الأنشطة الثقافية ومشاركة المجتمع)
- الضرورات البيئية (تحتوي على 3 معايير للحفاظ على التنوع البيولوجي واستعادته)

باستخدام هذه الركائز، صنفت المبادرة الدولية للمدن البيئية مؤخرًا ما يصل إلى 178 من مبادرات المدن البيئية المهمة في مراحل مختلفة من التخطيط والتنفيذ في جميع أنحاء العالم. لكي تُضمَّن في هذا التعداد، يجب أن تكون المبادرات على مستوى المقاطعة على الأقل في نطاقها، بحيث تغطي مجموعة متنوعة من القطاعات، وتتمتع بوضع سياسة رسمية. على الرغم من أن مثل هذه المخططات تظهر تنوعًا كبيرًا في طموحاتها وحجمها وأسسها المفاهيمية، فمنذ أواخر عام 2000 كان هناك تكاثر دولي لهيكليات مؤشرات الاستدامة الحضرية والعمليات المُصمَّمة للتنفيذ عبر سياقات مختلفة. قد يشير هذا إلى أن عملية «توحيد» المدينة البيئية جارية.

### الحدود العملية
صرح ريتشارد ريجستر ذات مرة بأن «المدينة البيئية مدينة صحية بيئيًا. ولا توجد مدينة كهذه». على الرغم من الفوائد البيئية النظرية للمدن البيئية، فإن التنفيذ الفعلي قد يكون من الصعب تحقيقه. إن تحويل المدن الحالية إلى مدن بيئية أمر غير شائع لأن البنية التحتية، سواء من ناحية التخطيط العمراني للمدينة أو البيروقراطية المحلية، عقبة كبيرة لا يمكن التغلب عليها أمام التنمية المستدامة على نطاق واسع. تمثل التكلفة العالية للتكامل التكنولوجي اللازم لتطوير المدينة البيئية تحديًا كبيرًا، إذ لا تستطيع العديد من المدن تحمل التكاليف الإضافية أو تكون غير مستعدة لتحملها. تساهم مثل هذه المشكلات، إلى جانب التحديات والقيود على إعادة تأهيل المدن الحالية، بعرقلة استكمال مدن صديقة للبيئة أُنشئت حديثًا. وإلى جانب ذلك، فإن التكاليف وتطوير البنية التحتية اللازمة لإدارة هذه المشاريع الواسعة النطاق ذات الشقين تتجاوز قدرات معظم المدن.